# Giuseppe Toma
(Giuseppe Toma, — Descrizione verbale de L'isola dei sogni)
Giuseppe Toma (Novoli, 28 giugno 1935) è un pittore e scultore italiano.

## Biografia
Dopo l'infanzia e la giovinezza trascorse nel natio Salento, Toma, nominato ufficiale dell'Esercito italiano, si è stabilito nel 1958 a Padova, città in cui è poi divenuto impiegato in un istituto di credito. L'esercizio di tali professioni si è svolto sempre in parallelo alla produzione artistica, seguendo un percorso espressivo che si è dipanato dalla più tenera età.

## L'attività artistica
Toma ha costantemente praticato varie forme di arti figurative, prediligendo tuttavia la pittura.

### Tecniche ed ambiti operativi
La maggior parte delle opere di questo autore può annoverarsi nella pittura ad olio su tela e nella litografia. Ha tuttavia realizzato alcuni pezzi di  scultura in gesso.

### Periodi e poetica
Esordito nell'alveo di un più convenzionale realismo, verso gli anni ottanta la sua maturazione umana ed artistica lo portò ad imboccare quello che lui stesso definì "il nuovo sentiero". Si è parlato — a giusto titolo — di una sorta di "animismo" nella rappresentazione di paesaggi, che assumono slancio vitale in modo naturale-magico, preludendo ad una fase ulteriore in cui l'antropomorfismo si fa più esplicito, la tendenza ad una poetica oscillante tra metafisica e simbolismo erompe con meridiana chiarezza. L'aspetto costante della sua produzione è un'inconfondibile ispirazione mediterranea, che rimanda alle mai dimenticate radici culturali ed esistenziali dell'artista.
I suoi esiti espressivi sono stati accostati a nomi quali De Chirico, Carrà, Rosai, Fiume e Sironi.

## Opere principali

### Pittoriche
Periodo realistico
- Paesaggio con alberi e piccolo golfo (olio su tela) 1970
- Luci del meridione (o.s.t.) 1972
- Natura morta con fagiolini (o.s.t.) 1972
- Sorriso amichevole (o.s.t.) 1973
- La terra delle pietre (o.s.t.) 1973
- Colori del meridione (o.s.t.) 1974
- La sigaretta (o.s.t.) 1974
- Melograni (o.s.t.) 1974
- Paesaggio veneto (o.s.t.) 1975
- Ritorno dalla pesca (o.s.t.) 1975
- Risvegli (o.s.t.) 1975
- L'emigrante (o.s.t.) 1975
- Solitudine di vecchio (o.s.t.) 1978
- Fidanzati (o.s.t.) 1978
- L'ospitalità (o.s.t.) 1979
- La piazza del tempo (o.s.t.) 1982
- Franca (o.s.t.) 1990
- In croce le nostre mani (o.s.t.) 1994
- Il battesimo di Cristo (o.s.t.) 1995
- Sguardo d'intesa (o.s.t.) 2001
- Viaggio a Venezia (o.s.t.) 2002

"Il nuovo sentiero"
- L'abbraccio (olio su tela) 1983
- La solidarietà (o.s.t.) 1983
- Alle cinque della sera (o.s.t.) 1983
- Donne al balcone (o.s.t.) 1984
- Ginnaste (o.s.t.) 1984
- L'ultima Venezia (o.s.t.) 1984
- Famiglia al sole d'estate (o.s.t.) 1984
- Senso di protezione (o.s.t.) 1985
- Solidarietà familiare (o.s.t.) 1985
- Il ratto delle sabine (o.s.t.) 1985
- Il castello dell'amore (o.s.t.) 1985
- Carezze di fidanzati (o.s.t.) 1986
- Il trio (o.s.t.) 1986
- Tre generazioni (o.s.t.) 1987
- La famiglia (o.s.t.) 1987
- Al sole d'estate (o.s.t.) 1987
- La deposizione di Cristo (o.s.t.) 1987
- Le tre grazie (o.s.t.) 1987
- La luce viene dalle donne (o.s.t.) 1988
- L'attrazione ancestrale (o.s.t.) 1988
- Madre e figlio (o.s.t.) 1988
- Conversazione: la calamita esaurita (o.s.t.) 1988
- Imponente visione (o.s.t.) 1988
- La violenza ci turba (o.s.t.) 1989
- Il gioco delle carte (o.s.t.) 1989
- Le ginnaste (o.s.t.) 1989
- La solarità dell'amicizia (o.s.t.) 1989
- Omaggio a Shakespeare (o.s.t.) 1989
- L'inizio della vita (o.s.t.) 1989
- L'isola dei sogni (o.s.t.) 1989
- I bambini ci guardano (o.s.t.) 1990
- Pic nic (o.s.t.) 1990
- Lecce - Il Barocco ovvero il ballo a corte (o.s.t.) 1990
- Foot Ball "Italia 90" (o.s.t.) 1990
- Danza spagnola: nacchere (o.s.t.) 1990
- Primo timido contatto (o.s.t.) 1990
- Teneramente madre e figlia (o.s.t.) 1991
- Madre e fidanzati (o.s.t.) 1991
- In palestra (o.s.t.) 1993
- Conversazione femminile (o.s.t.) 1993
- Otranto: braccio di ferro con il turco ed astanti (o.s.t.) 1994
- L'antica entrata alla città di sempre (o.s.t.) 1994
- La giustizia (o.s.t.) 1995
- Il bacio (o.s.t.) 1995
- Madre che allatta (o.s.t.) 1995
- Primi passi (o.s.t.) 1996
- L'ultima piazza d'Italia "Omaggio a De Chirico" (o.s.t.) 1996
- In due per sostenerci (o.s.t.) 1996
- L'ultima posa (o.s.t.) 1996
- Nuvole nere all'orizzonte (o.s.t.) 1996
- Solitudine di vecchia (o.s.t.) 1996
- L'indifferenza (o.s.t.) 1997
- Strani amori (o.s.t.) 1997
- Il lavoro (o.s.t.) 1997
- Omaggio a Picasso (o.s.t.) 1997
- L'ultimo uomo (o.s.t.) 1997
- Alle cinque della sera (o.s.t.) 1998
- Situazioni (o.s.t.) 1998
- Sottomarina e Chioggia (o.s.t.) 1999
- Arri arri cavalluccio (o.s.t.) 1999
- Omaggio a Picasso (dal periodo blu) (o.s.t.) 1999
- Il faro (o.s.t.) 1999
- Tre donne (o.s.t.) 2000
- Castelli riflessi (o.s.t.) 2000
- Percepire l'emozione (o.s.t.) 2000
- Notturno (o.s.t.) 2000
- La morte dell'arte (o.s.t.) 2000
- Nudi di donna (o.s.t.) 2000
- Kossovo "Violenza bellica" (o.s.t.) 2000
- La sorpresa (o.s.t.) 2000
- Donne sole (o.s.t.) 2001
- Difficoltà d'amore (o.s.t.) 2001
- "1991-2001" (o.s.t.) 2002

### Plastiche
- Il castello dell'amore
- El Giza 2000

## Premi e riconoscimenti
- 1º premio internazionale Città di Taormina, 1979
- 1º premio internazionale Universale — Città di Firenze, 1980
- Medaglia d'oro per le belle arti Città di Salsomaggiore Terme, 1981
- Accademico benemerito delle belle arti dell'Accademia Toscana, Firenze 1981
- Accademico delle belle arti e del lavoro Salsomaggiore Terme, 1981

## Esposizioni
Toma ha tenuto esposizioni personali in città quali Padova, Ravenna, Lecce, Bassano del Grappa, Bibione, Piove di Sacco, Thiene, Monselice, Ferrara, Brescia, Parigi, Como, La Spezia, Treviso, Este, Vicenza, Selva di Val Gardena,  in un arco temporale intercorrente dal 1971 ai nostri giorni.
Nel 2009, con altri sei artisti italiani, ha partecipato ad una mostra della durata di quattro mesi nella città polacca di Poznań.